# 白い電話 (映画)
『白い電話』（しろいでんわ、イタリア語: Telefoni bianchi）は、1976年製作・公開、ディーノ・リージ監督のイタリアの映画である。イタリア式コメディの1作。

## 略歴・概要
本作は1976年、ピオ・アンドレッティとアドリアーノ・デ・ミケーリによるイタリアの製作会社ディーン・フィルムが製作、ローマ市内等でロケーション撮影を行って完成、同年2月6日にイタリア国内で公開された。同年、ダヴィド・ディ・ドナテッロ賞特別賞を主演のアゴスティナ・ベッリが獲得した。
原題 Telefoni bianchi は複数の「白い電話」を意味し、1930年代ファシズム政権下のイタリアで製作された、中流・下層ブルジョワの生活を描く、ハリウッド映画を模倣したジャンルの映画群「テレフォニ・ビアンキ」に由来する。
日本では、本作に関してはイタリア文化会館等での上映を除いては劇場公開されておらず、2010年9月現在、DVD等のビデオグラムも発売されていない。

## スタッフ・作品データ
- プロデューサー : ピオ・アンドレッティ （Pio Angeletti）、アドリアーノ・デ・ミケーリ （Adriano de Micheli）
- 監督 : ディーノ・リージ
- 原案 : ディーノ・リージ、ベルナルディーノ・ザッポーニ （Bernardino Zapponi）
- 脚本 : ルッジェーロ・マッカリ、ディーノ・リージ、ベルナルディーノ・ザッポーニ
- 撮影 : クラウディオ・チリッロ （Claudio Cirillo）
- 美術 : ルチアーノ・リッチェリ （Luciano Ricceri [6]）
- 編集 : アルベルト・ガッリッティ （Alberto Gallitti [7]）
- 助監督 : クラウディオ・リージ （Claudio Risi）
- 音楽 : アルマンド・トロヴァヨーリ

- フォーマット : カラー映画 - ヨーロピアン・ヴィスタサイズ（1.66:1） - モノラル録音

## キャスト
クレジット順
- アゴスティナ・ベッリ （Agostina Belli） - Marcella Valmarin
- コーキ・ポンゾーニ （Cochi Ponzoni） - Roberto
- マウリツィオ・アリーナ （Maurizio Arena） - Luciani
- ヴィリアム・ベルガー （William Berger） - Franz
- リーノ・トッフォロ （Lino Toffolo） - Gondrano
- ヴィットリオ・ガスマン - Franco Denza
- ウーゴ・トニャッツィ - Adelmo
- レナート・ポッツェット （Renato Pozzetto） - Il gerarca

## 註
1. 1 2 3  The Career of a Chambermaid, Internet Movie Database （英語）, 2010年9月14日閲覧。
2. 1 2  Telefoni Bianchi, allmovie （英語）, 2010年9月14日閲覧。
3. ↑  Italian fascism and the female body: sport, submissive women and strong mothers, Gigliola Gori, ラウトレッジ  イギリス、2004年9月22日、ISBN 0714653551, p.28.
4. ↑  ディーノ・リージ、キネマ旬報映画データベース、2010年9月14日閲覧。
5. ↑  ディノ・リージ、allcinema ONLINE, 2010年9月14日閲覧。
6. ↑  Luciano Ricceri - IMDb（英語）, 2010年9月14日閲覧。
7. ↑  Alberto Gallitti - IMDb（英語）, 2010年9月14日閲覧。